# Plautien
Caius Fulvius Plautianus, dit Plautien, est un homme politique de l’Empire romain, sénateur, consul et préfet du prétoire de l’empereur Septime Sévère et beau-père de Caracalla. Accusé de complot, il est sommairement exécuté le 22 février 205.

## Biographie

### Début
Plautien est originaire de Leptis Magna, port de la province de Tripolitaine, compatriote et ami du futur empereur Septime Sévère, auquel il est apparenté par la branche maternelle (Fluvii Lepticani). En 193, ce dernier prend le pouvoir et avant d’entrer à Rome, envoie Plautien en Orient, pour qu’il capture les fils de son rival Pescennius Niger, qui sont exilés puis exécutés en 196.
Son début de carrière n'est pas formellement connu, notamment à cause de la procédure de damnatio memoriae dont il a fait l'objet à sa mort. Les historiens font des attributions divergentes d'une dédicace faite par une Fulvia Nepotilla trouvée à Leptis Magna dont les premières lignes ont été martelées et la suite concerne son frère qui fut préfet a vehiculis et procurateur du vingtième sur les héritages (le XX Hereditatium). Joyce Reynolds estime avec prudence qu'il pourrait s'agir de Plautien, suivi sur cette interprétation par Pietro Romanelli et Anthony Birley, tandis que Hans-Georg Pflaum et Michel Christol considèrent que le Fulvius évoqué appartient à une branche latérale des Fulvii.
Selon Cassius Dion et Hérodien, le futur empereur Pertinax, alors proconsul d’Afrique, l'avait fait condamner pour corruption, alors qu’il y exerçait une procuratèle ducénaire, en 188 ou 189. De 193 à 195, Plautien est préfet des vigiles à Rome, sans que l'on sache s'il a été nommé à ce poste par Didius Julianus -en signe d'apaisement envers Septime Sévère, proclamé empereur par les légions du Danube, et donc son concurrent à la pourpre- ou par Septime Sévère, voire par Pertinax,. Durant les guerres civiles opposant Septime Sévère à ses rivaux, Pescennius Niger, Clodius Albinus et Didius Julianus, Plautien fut, depuis Rome, un soutien sans faille de son compatriote. Il fut, par exemple, chargé par Sévère de s’emparer des enfants de Pescennius Niger,.

### Ascension
En 196, Sévère confie à Plautien la préfecture du prétoire, qui apparaissait sur une inscription en date du 1er janvier 197. Plautien accompagne Sévère lors de sa campagne de 196-197 contre Clodius Albinus, puis contre les Parthes de 197 à 198. Entre 197 et 202, Sévère lui décerne les ornements consulaires. Comme ami de l'empereur, Plautien bénéfice d’une influence notable, qui lui permet d’amasser une fortune considérable. Il aurait fait mourir son collègue Quintus Emilius Saturninus, afin de demeurer l’unique préfet du prétoire.
Par son influence sur Sévère, il obtient en 202 que Caracalla, fils et héritier de l’empereur, soit fiancé puis marié à sa fille Fulvia Plautilla. Devenant ainsi le beau-père de l’héritier impérial, Plautien accède au Sénat romain et au clarissimat et sa famille est cooptée au sein des familles patriciennes (adsumpto inter patr(icias) / famil(ias)).
En 203, Plautien se voit accorder le consulat ordinaire, associé au frère de l'empereur, Publius Septimius Geta, et, honneur supplémentaire, est coopté au collège des pontifes; Il exerce simultanément son consulat, la charge de pontife et la préfecture du prétoire, et accompagne Sévère lors de son voyage à Leptis Magna en 203. Lié à la famille impériale, Plautien est nommé au côté de l'empereur dans de nombreuses inscriptions. Si son nom est martelé sur l'inscription de Calocaerus, les titres honorifiques de très noble pontife, de préfet du prétoire voire de compagnon (comes) des expéditions impériales qui subsistent l'identifient sans ambiguïté. De nombreuses statues sont élevées en son honneur. Selon l’Histoire Auguste, Sévère, irrité que Plautien ait placé sa statue au milieu de celles de ses parents, le déclare ennemi public et fait abattre ses statues, puis se réconcilie avec lui et l’associe à son triomphe [de 202].

### Chute finale
L’importance de son pouvoir est perçue comme une menace par Caracalla et son influente mère Julia Domna. Elle choque également dans les milieux sénatoriaux. Selon Hérodien, Caracalla, qui avait subi très jeune un mariage imposé, détestait son épouse Plautille, menaçant lors de leurs disputes de la faire tuer, elle et son père, dès qu'il serait empereur. Plautien, recueillant les plaintes de sa fille, prit la menace au sérieux, d'autant plus que Sévère connaissait des problèmes de santé, laissant croire à une fin proche. Pour prendre les devants, Plautien aurait préparé l'assassinat de Caracalla et de Sévère en chargeant un officier de sa garde de les tuer pendant la nuit. Pour se couvrir, l'officier exigea un ordre écrit de la main de Plautien, puis s'empressa de révéler le complot avec cette preuve. Convoqué par Sévère, accusé par Caracalla, Plautien se défendit en affirmant être victime d'une machination, mais Caracalla le fit sommairement exécuter par les gardes le 22 février 205.
À la suite de son exécution, Plautien est frappé de damnatio memoriae, ses statues sont détruites, et son nom est effacé des inscriptions publiques. Ses biens sont confisqués et leur gestion est confiée à un procurateur spécial (procurator ad bona Plautiana).
Après la mort de Plautien, son fils Caius Fulvius Plautus Hortensianus et sa fille Fulvia Plautilla sont exilés à Lipari, puis exécutés en 211 ou 212, après l’ascension au trône de Caracalla, et à l'instigation de ce dernier.